# Гайнутдин, Равиль Исмагилович
Рави́ль Гайнутди́н (тат. Равил Гайнетдин, Рави́ль Исмаги́лович Гайнутди́нов, тат. Равил Исмәгыйл улы Гайнетдинев; род. 25 августа 1959, д. Шали, Пестречинский район, Татарская АССР, РСФСР, СССР) — советский и российский религиозный и общественный деятель, председатель Духовного управления мусульман Российской Федерации, председатель Совета муфтиев России, один из инициаторов расширения исторической Московской соборной мечети. Этнический казанский татарин. Член Общественной палаты. Действительный член Высшего Совета Всемирной исламской лиги, член Всемирной ассамблеи по сближению исламских мазхабов.

## Биография
Равиль Исмагилович родился 25 августа 1959 года, в деревне Шали, Пестречинского района Татарской АССР в татарской семье.
Работал ассистентом режиссёра на Казанском телевидении. В 1979 году поступил в медресе «Мир Араб» в Бухаре (Узбекистан), после окончания стал первым имам-хатыбом второй казанской соборной мечети «Нур Ислам». В 1985 году назначен ответственным секретарём Духовного управления мусульман европейской части СССР и Сибири в Уфе. В 1987 году стал имам-хатыбом московской соборной мечети, в 1988 году — главным имам-хатыбом. В 1991 году избран президентом Исламского центра Москвы и Московской области.
29 января 1994 года избран муфтием, председателем Духовного управления мусульман Центрально-Европейского региона России. 1 июля 1996 года избран председателем Совета муфтиев России.
Профессор Московского исламского университета, Международной славянской академии, Международной академии информатизации, член Совета по взаимодействию с религиозными объединениями при Президенте Российской Федерации.

## Взгляды и высказывания
Равиль Гайнутдин, по мнению религиоведа Сергея Филатова, по своим воззрениям близок евроисламу.
Он является сторонником сотрудничества авраамических религий. Выступая на открытии съезда Конгресса еврейских религиозных организаций и объединений в России в декабре 1999 года, он отметил, что близость вероучения иудаизма, христианства и ислама остаётся невостребованной, хотя может стать основой стабильности российского общества.
В 2003 году выразил толерантное отношение к ваххабизму в его мирной форме, заявив, что ваххабизм нельзя считать экстремистской идеологией, чем вызвал критику в свой адрес со стороны Координационного центра мусульман Северного Кавказа.
24 сентября 2009 года в Москве на конференции «Россия и исламский мир: партнёрство во имя стабильности», посвящённой взаимодействию РФ и исламского мира сказал, в частности:
Можно согласиться с мнением выдающегося российского историка XIX века Карамзина, который сказал: „Москва обязана своим величием хану“. Это касается и России в целом; благодаря политической воле золото-ордынских ханов началось собирание разрозненных русских княжеств вокруг Москвы.Равиль Гайнутдин
28 сентября того же года на пресс-конференции, посвящённой итогам международной конференции, подтвердил свою позицию, сказав:
Россия изначально была построена славянскими и тюркскими народами — это моё твёрдое убеждение, основанное на изучении истории.Равиль Гайнутдин
16 декабря 2010 года на заседании президиума Межрелигиозного совета России в Москве заявил: «Если коренное население не хочет работать, после получения зарплаты они пропадают на 15-20 дней, и в это время станки стоят, с этими рабочими производить что-либо невозможно». По его словам, Россия вынуждена приглашать мигрантов: «Они не пьянствуют, они дисциплинированы, трудолюбивы; если зарплату получают, то отправляют её домой, чтобы накормить свои семьи».
В октябре 2023 года, после вторжения палестинских террористических группировок в Израиль, обвинил Израиль  в «систематическом невыполнении достигнутых договорённостей и обязательств, в том числе резолюций ООН и мирных соглашений».

### Поддержка нападения на Украину
В 2022 году поддержал вторжение России на Украину, мобилизацию в России и признание сепаратистских ЛНР и ДНР, озвучив основные  высказывания российской антиукраинской пропаганды. В июле 2022 года, как «поддержавший агрессию России против Украины», был внесён ФБК в список разжигателей войны состоящий из лиц, которые «используют свои религиозные организации для пропаганды агрессии и массового убийства», с предложением введения против него международных санкций. Национальное агентство по предотвращению коррупции Украины выступило с инициативой о введении против Р. Гайнутдина международных санкций, так как он «пропагандирует политику Путина и поддерживает войну России против Украины».

## Семья
Женат, отец двух дочерей.

## Награды

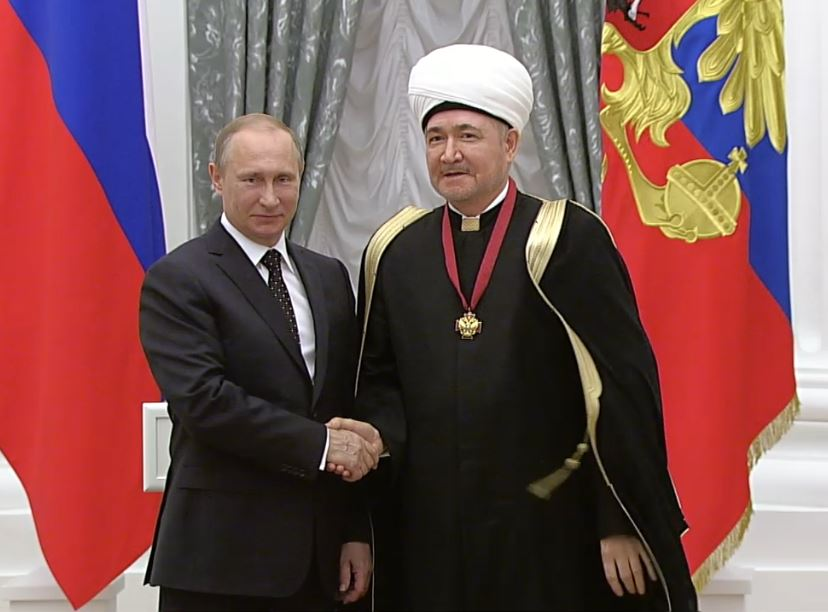
Равиль Гайнутдин и Владимир Путин на церемонии вручения Государственных наград и званий в Кремле 21 мая 2015 года

- Орден «За заслуги перед Отечеством» II степени (9 сентября 2019) — за большой вклад в укрепление межнационального и межконфессионального мира и согласия в обществе[17]
- Орден «За заслуги перед Отечеством» III степени (23 марта 2015) — за большой вклад в укрепление межнационального и межконфессионального мира и согласия в обществе[18]
- Орден «За заслуги перед Отечеством» IV степени (11 августа 2009) — за большой вклад в развитие духовной культуры и укрепление дружбы между народами[19]
- Орден Почёта (15 января 2004) — за большой вклад в укрепление гражданского мира и межконфессионального сотрудничества[20]
- Орден Дружбы (6 октября 1997) — за большой вклад в укрепление экономики, развитие социальной сферы и в связи с 850-летием основания Москвы[21]
- Благодарность Президента Российской Федерации (23 августа 1999) — за большой вклад в установление мира и согласия в обществе[22]
- Благодарность Президента Российской Федерации (4 сентября 2023) — за заслуги в подготовке и проведении празднования 1100-летия принятия ислама Волжской Булгарией[23].
- Орден Звезды Иерусалима (Палестинская национальная администрация, 2015)[24]
- Медаль «10 лет Астане» (Казахстан)
- Медаль «20 лет независимости Республики Казахстан» (Казахстан, 2012)[25]
- Знак отличия «За безупречную службу городу Москве» XXV лет (17 октября 2012) — за большой вклад в укрепление межконфессионального мира и согласия, многолетнюю плодотворную деятельность на благо города Москвы[26]
- Благодарность Мэра Москвы (24 августа 2009) — за большой вклад в укрепление межконфессионального мира и согласия в городе Москве и в связи с 50-летием со дня рождения[27]
- Орден «За заслуги перед Республикой Татарстан» (Татарстан, 23 августа 2012) — за значительный вклад в сохранение и развитие межнационального и межконфессионального согласия в Республике Татарстан и Российской Федерации[28]
- Орден «Дуслык» (Татарстан, 2019) — за большой вклад в укрепление мира и дружбы между народами и религиями, а также за заслуги в развитие духовной культуры и межрелигиозного диалога
- Медаль ордена «За заслуги перед Республикой Татарстан» ( Татарстан, 29 марта 2024) — за особый вклад в сохранение и развитие духовно-нравственных ценностей, укрепление мира и межконфессионального согласия[29]
- Медаль «За доблестный труд» (Татарстан, 21 августа 2009)
- Орден «За Заслуги» (Ингушетия) (2015)[30]
- Золотая медаль «Эа миротворческую и благотворительную деятельность» Российский Фонд мира — за внесение значительного вклада в развитие миротворческого движения, гуманизма, милосердия и благотворительности
- Золотая медаль «За миротворческую и благотворительную деятельность» (2011) — за активную деятельность по духовному возрождению России, большой вклад в развитие миротворчества и межконфессионального диалога[31]
- Орден Республики Крым «За верность долгу» (2015)[32]
- Медаль Мусы Джалиля (2016)[33]